# Isola Principe di Galles (Canada)

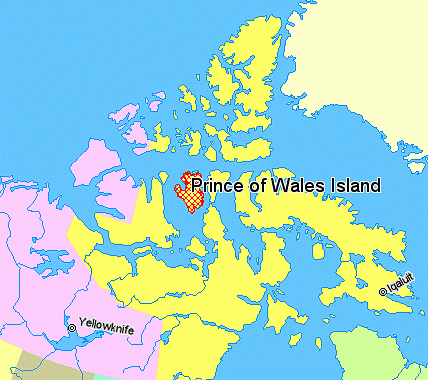
Isola Principe del Galles, Canada

L'isola Principe del Galles è un'isola artica di Nunavut, in Canada, situata tra l'isola Victoria e l'isola di Somerset e a sud delle isole Regina Elisabetta.
Per scopi amministrativi, è divisa nella regione di Qikiqtaaluk e nella regione di Kitikmeot, anche se non vi sono insediamenti permanenti.
L'isola è coperta dalla tundra ed ha una linea costiera irregolare. L'area è di 33.339 km².
L'isola è la 40º maggiore del mondo e la 10° del Canada. Il suo punto più elevato si trova a 73°49'N; 97°50'W e raggiunge i 320 metri s.l.m. ed è un punto senza nome nel nord-est dell'isola, a ridosso del canale di Baring, che separa l'isola dall'isola di Russell.
L'isola è stata scoperta nel 1851 da Francis Leopold McClintock.